# Vasillaq Zëri
Vasillaq Zëri (ur. 4 sierpnia 1952 w Tiranie, zm. 25 stycznia 2019) – albański piłkarz i trener piłkarski, w latach 1976–1982 reprezentant Albanii.